# آزاسپیرو دکان دی ان
آزاسپیرو دکان دی ان (به انگلیسی: Azaspirodecanedione) با فرمول شیمیایی C9H13NO2 یک ترکیب شیمیایی با شناسه پاب‌کم ۳۷۹ است. که جرم مولی آن ۱۶۷٫۲۱ گرم بر مول می‌باشد. 